# Odysseus (Harbison)
Odysseus (Ulysses) is een compositie van de Amerikaanse componist John Harbison. Het is een ballet gebaseerd op het verhaal Odysseus van Homerus.

## Geschiedenis
Harbison kreeg de smaak echt te pakken na een televisie-uitvoering van Il Ritorno d'Ulisse in Patria van Claudio Monteverdi. Met name het slot waarin Odysseus door het spannen van zijn boog bewijst wie hij is sprak de componist aan. Harbison begon te componeren en wilde balletmuziek schrijven. Harbison had echter in die tijd (1983-1984) geen enkele feeling met ballet, noch had hij enige contacten in die kunstsoort. Het heeft tot 2003 geduurd voordat het ballet, dat avondvullend is, voor het eerst totaal werd uitgevoerd.
Het werk dat uit twee delen bestaat is geschreven in opdracht van in totaal vier orkesten. Deel 1 is geschreven voor de Hatford Symphony, de New Haven Symphony en de Albany Symphony als zijnde een compositie in ontwikkeling. Deel 2 is geschreven voor de Pittsburgh Symphony Orchestra met dirigent André Previn, die dan ook de première verzorgden van deel 2 (5 mei 1984.

## Verhaal
Alhoewel het verhaal grotendeels bekend is; hier een erg korte omschrijving. Odysseus komt na jaren van omzwervingen terug op zijn eiland Ithaca. Hij merkt dat zijn vrouw, Penelope, ervan uitgaat dat hij is overleden; tientallen vrijers bieden zich aan haar aan. Bij zijn terugkomst zal ook Odysseus moeten strijden om zijn vrouw terug te krijgen. 

## Delen
1. Ulysses' Raft
  1. Prelude: Ulysses’ voyage begins
  2. Scene I : Polyphemus
  3. Interlude I: Aeolus’ wind released
  4. Scene II: Circe
  5. Interlude II: Penelope at her weaving
  6. Scene III: The land of shades
  7. Interlude III: Sea perils and Shipwreck
  8. Scene IV : Calypso
  9. Interlude IV: Ulysses ‘raft
  10. Scene V: Nausicaa

1. Ulysses' Bow
  1. Prelude: Premonition;
  2. Scene I: Ulysses' Return;
  3. Interlude I: Ulysses and Argos;
  4. Scene II: The Suitors;
  5. Interlude II: While the Suitors sleep;
  6. Scene III: Penelope;
  7. Interlude III: Penelope's dream;
  8. Scene IV: The Trial of the Bow;
  9. Interlude IV: The Ritual of Purification;
  10. Scene V: Reunion

## Muziek
De muziek lijkt op de muziek die Igor Stravinsky componeerde voor zijn balletten in het begin van de 20e eeuw. Harbison had diens Apollo voor ogen. Het ballet dat meer dan 80 minuten duurt is gecomponeerd voor symfonieorkest met als bijzonderheden de sopraansaxofoon en ondes martinot. Harbison is een componist die diverse muziekstijlen samenvoegt en daar het zijne van heeft gemaakt. Zo is muziek a la Stravinsky te horen, maar ook Messiaense klanken trekken voorbij, voornamelijk te danken aan die ondes martinot met haar zweverige klanken. Daar tegenover staan soms zwaar aangezette akkoorden in de trant van Gustav Mahler om de tragiek duidelijk te maken. Dat Harbison een jazzverleden en -heden heeft laat zich horen in Duke Ellington-achtige klanken waarbij je bij de trompet direct aan Clarke Terry denkt. De twee delen zijn qua muziek niet te onderscheiden. Deel 1 is meer wat men verstaat onder (klassieke) balletmuziek, zonder de beelden zie je de ballerina’s over het podium dansen. Daarbij is de muziek af en toe zo wiegend dat je je in een boot waant. Deel 2 is meer filmisch van karakter. De muziek van Penelope is zo gecomponeerd dat door de ijle muziek je het beeld op je netvlies krijgt van een hemelse schone.

## Samenstelling orkest
- 3 dwarsfluiten waarbij een piccolo; 3 hobo waarbij een althobo; 3 klarinetten waarbij sopraansax, esklarinet en basklarinet 3 fagotten waaronder een contrafagot;
- 4 hoorn; 2 trompetten, 3 trombones, 1 tuba
- pauken; 4 percussie, harp
- strijkinstrumenten.

## Première
Zoals geschreven snelde de eerste uitvoering van deel 2, die van deel 1 vooruit. Delen van deel 1 waren wel uitgevoerd, maar deel 1 als totaal niet. Het totale werk beleefde haar première op 3 oktober 2003 in Boston. Voor die première werd het werk nog bewerkt.

## Parallel
Ten tijde dat Harbison aan Ulysses werkte, leverde Brit Nicholas Maw een werk op onder de naam Odysseus.